# La paisana Jacinta en búsqueda de Wasaberto
La paisana Jacinta en búsqueda de Wasaberto es una película peruana que se estrenó el 23 de noviembre de 2017, dirigida por Adolfo Aguilar. La película está basada en el famoso personaje de Jorge Benavides, La paisana Jacinta.

## Trama
Jacinta regresa a Chongomarca (un pueblito ficticio del departamento de Ayacucho) con la misión de encontrar a su esposo, Wasaberto. Pero se encuentra con Julinho, un ingeniero de la empresa constructora brasileña Odebrecht la cual planea derrumbar el lugar donde vive Jacinta para construir un complejo hotelero. Jacinta se encuentra con su vieja amiga Guillermina quien le comenta que Odebrecht había adquirido los predios ilegalmente por medio de una inmobiliaria estafadora y Wasaberto había viajado a Lima con el propósito de recopilar los documentos necesarios para evitar que la constructora derrumben su hogar. De esta manera, Jacinta regresa a Lima y se encuentre con el Padre Bartolomé quien le da información de Wasaberto. En la casa cural, Jacinta empieza a orar pidiéndole ayuda a Dios por la suerte de su esposo y su casa, pero es interrumpida por una niña de la calle que se hace llamar Rafa quien la acompaña a la Notaría. Johana, una de las funcionarias de la Notaría quien había ayudado previamente a Wasaberto, accede a ayudar a Jacinta con los documentos frente a la vigilancia de la Dra Sifuentes y sus esbirros Agapito y Yuca. Jacinta por recomendación de Johana, va a la comisaría junto a Rafa a poner la denuncia por la desaparición de Wasaberto donde hacen un peculiar retrato hablado de Wasaberto y el teniente Vásquez le sugiere a Jacinta que vaya al Hospital General y la Morgue para descartar que esté muerto u hospitalizado. Jacinta muy miedosa va junto a Rafa al Hospital general y aunque habían N.N. en estado grave, ninguno era Wasaberto. Mientras tanto Johana le pide ayuda a su amigo Napoleón (quien se encuentra enamorado de ella y trabaja en el juzgado) para agilizar los trámites mientras es vigilada por Agapito. Luego Johana regresa a la Notaría pero la Dra. Sifuentes la hace llamar y le advierte que no siga ayudando a Jacinta ya que era un tema que no le convenía a ella, en ese instante la Dra Sifuentes recibe una llamada y Johana aprovecha para quedarse con todos los documentos, en ese instante Johana recibe una llamada de Napoleón donde le confirma que tiene la documentación restante pero debe irse de la Notaría ya que la Dra Sifuentes estaba vinculada con los estafadores. Así mismo Johana descubre por la llamada de la Dra Sifuentes quien le pide a Agapito que la asesine por saber demasiado. Johana huye con los documentos mientras es intimidada por Agapito. 
En el Hospital, Johana se encuentra con Jacinta quien la ayuda a entrar a la morgue para determinar si alguno de los cuerpos era el de Wasaberto con la fortuna que ninguno correspondía a él. Luego, Jacinta y Johana salen a encontrarse con Napoleón aunque Jacinta se percata que Rafa ya no está más con ella. En una calle se encuentran con Napoleón quien entrega la documentación completa, pero son capturados por la Dra Sifuentes y sus esbirros quien les quita los documentos y les confiesa la verdad de la estafa así como el secuestro de Wasaberto. Napoleón forcejea con Agapito y Yuca mientras Johana recupera los papeles y huye pero la Dra. Cifuentes dispara hacia la espalda de Johana y Jacinta se atraviesa recibiendo el disparo en el pecho donde cae y posteriormente muere en el hospital. 
En el cielo, Jacinta se encuentra con Rafa quien en realidad era un ángel y le dice que por su acto de valentía, le permitirían regresar a la tierra y poder continuar en la búsqueda de Wasaberto. Jacinta despierta en el hospital y junto con el padre Bartolomé van a la bodega donde tenían secuestrado a Wasaberto, Johana y Napoleón. Jacinta se vuelve a enfrentar con la Dra. Sifuentes y sus esbirros pero la policía llega y los detiene. Jacinta recupera los documentos pero le informan que Wasaberto había huido sin destino fijo. Ya con los documentos Jacinta regresa a Chongomarca y logra detener la obra pero se siente triste por no haber encontrado a Wasaberto, pero Guillermina le entrega una carta en la cual Wasaberto decía que llegaba en el tren de la tarde. Jacinta se dirige rápidamente  a la estación y logra reencontrarse con Wasaberto.

## Anuncio de la película
Desde 2013, JB anunció que en sus próximos proyectos estaría en hacer una película del personaje. Al principio dijo que la idea estaba planeada en el 2000 pero no tendría éxito por falta de presupuesto. Tras la acogida de la película Asu Mare, en 2016, el cómico señaló que estaba en negociaciones para una posible saga cinematográfica sin dar detalles.

## Producción
El productor de Big Bang Films, Sandro Ventura, anunció que el rodaje de la película comenzará en julio del mismo año, y el guion también estará escrito por Jorge Benavides.

## Locación
La película se filmó en Antioquía y en Lima.

## Elenco
- Jorge Benavides como La paisana Jacinta.
- Alfredo Benavides Gastello como Sargento Bustamante.
- Haydeé Cáceres como Guillermina.
- Carlos Vílchez como Agapito.
- Enrique Espejo
- Julinho como Señor de la demolición.
- René Farrait como Padre Bartolomé.
- Carlos Solano como Teniente Vásquez.
- Jessica Newton como Sra del Valle.
- Ximena Hoyos como Johanna.
- Irma Maury como Dra Sifuentes.
- Gustavo Borjas como Napoleón.
- Nicolás Fantinato
- Guillermo Castañeda como Sargento Mendoza.
- Carolain Cawen Mujer #1 en avión.
- Maria Irma Estremadoyro Mujer #2 en avión.
- Natalia Málaga Mujer #1 en comisaría.
- Gigi Mitre Mujer #2 en comisaría.
- Sui Azang Mujer #3 en comisaría.

## Banda sonora (soundtrack)
El 21 de julio de este año, se lanzó una versión sinfónica y orquestal del tema "Me voy para Lema" (canción original de la serie) que estará en la película. Esta versión de la canción de La Paisana Jacinta fue producido por Tito Silva y para las voz de la canción es Roze Van Den Broek. La versión es una adaptación de la canción "Time" de la película Inception. Finalmente no se utilizó esta canción, y fue reemplazada por canciones hechas por el grupo musical peruano "Corazón Serrano", incluida su propia versión de "Me voy para Lema"

## Secuela cancelada
La realización de la película generó fuertes protestas en los cines de Lima, Cusco y Juliaca.  En enero del 2018, Jorge Benavides declaró que si bien no hay planes inmediatos para hacer una secuela de la película debido a las fuertes críticas de racismo y discriminación, él considera la posibilidad aunque de momento no planea volver a interpretar al personaje de forma inmediata. En octubre del 2020, la Corte Superior de Justicia de Cusco ratificó la orden de que Latina Televisión cese la transmisión de La paisana Jacinta por constituir una ofensa y un atentado racista a la dignidad de las mujeres indígenas andinas, eliminando con seguridad la posibilidad de que se realice una segunda película del personaje.